# 管理行为
《管理行为》是司马贺所撰写的一本横跨政治学、经济学等社会科学的书籍。
本书中心思想是“选择是行政的核心，行政理论必须研究人做选择时的逻辑和心理”，这一思想为科学分析行政组织提供了基础:xiii-xiv:xlv-xlvi:xlvii-xlviii:xi，并催生了卡内基学派。在1978年授予司马贺诺贝尔经济学奖时，瑞典皇家科学院评价本书为“开天辟地”的一本书。1990年，一篇发表在杂志《公共管理评论》上的文章评价本书为“半世纪以来最好的公共行政学书籍”。本书被管理学院选为 20 世纪第五大最具影响力的管理学书籍。作者死亡时，一篇纪念报导总结本书“摒弃绝对理性的、总能追求利益最大化的经济人，代之以能给出优秀方案的行政人”。
本书的一些观点在作者后来的作品中也有所体现，比如1969年出版的《人工智能科学》。
本书第一版于1947年出版；第二版于1957年出版；第三版于1976年出版；第四版于1997年出版。基于本书第三版的中译版于1988年5月出版，而基于本书第四版的中译版最早于2004年出版。

## 背景
本书基于司马贺在芝加哥大学的政治学博士论文。1937年，司马贺开始筹划他的博士论文:53。当时，芝加哥大学政治学系的系主任是查尔斯·爱德华·梅里亚姆:55–63。
从1936年开始，司马贺在美国国际城市管理协会 (ICMA)担任半职研究助理，并随后成为全职工作人员:69–92:76–77,84–87,96–97 。在ICMA时，他从主任Clarence Ridley那里了解了行政管理和科学合作，并于1938年与Ridley一起出版了他的第一本书:64,72。尽管司马贺认为他的思想很受Ridley的影响，但在IMCA时，司马贺没有真正地推进过他论文的创作:64–65,69–72,74。
司马贺于1939年至1942年间在加州大学伯克利分校的政府研究学院任职。在伯克利，他完成了他的博士论文。他的博士论文得到了由雷納德·杜皮·懷特、C. Herman Pritchett、克拉伦斯·里德利和Charner Marquis Perry组成的委员会批准:84。1942年，他获得了芝加哥大学的博士学位:84–85。

## 影响
司马贺在撰写这本书时很受切斯特·巴纳德《经理人员的职能》的影响。在他1991年的自传中，他评价巴纳德的书“完全优于当时的其他行政文献，并且完全符合他从决策角度看待管理的偏好”:73。司马贺“煞费苦心地”阅读这本书、由此反思自己的经历并专注于行政决策:73–74,86–87。在1988年的一次采访中，司马贺说：
我的研究完全建立在巴纳德的基础上，并因此一直深感亏欠他。 科学是一种累积的努力……在书中有十四处提到巴纳德……贡献-诱导平衡、权威和接受范围的概念都来自巴纳德……我现在认为《管理行为》的主要新颖性是组织识别概念的发展......根据处理决策前提和有限理性概念来描述决策过程......其余大部分都是“巴纳德”，当然，甚至那些“新奇”的想法都与巴纳德的组织观没有任何矛盾。

Mitchell 和 Scott 注意到巴纳德和司马贺在“权威”、“组织平衡”和“决策”等概念上的相似之处:349–352:9。例如，巴纳德的“冷漠地带”（下属毫无疑问地接受权威）变成了司马贺的“接受地带”:350:266。此外，米切尔和斯科特得出结论，司马贺和巴纳德都认为大型组织控制着个人的行为并操纵他们的意见:357–364。
其他对司马贺有影响的哲学家包括威廉·詹姆士、约翰·杜威、阿尔弗雷德·朱勒斯·艾耶尔和鲁道夫·卡尔纳普:45–46,80,82,88,90,93,96,101,186,195,199:53–54,58–59:99–101。行为心理学家爱德华·托尔曼和社会学家塔尔科特·帕森斯的思想也为司马贺的工作做出了贡献:86,114,190–191:101–105。司马贺称他自己的哲学方法为逻辑实证主义.:45:253

## 版本

### 初稿（1945）
本书的初始版本与司马贺的论文相似。1945年，当司马贺在伊利诺伊理工学院时，他将本书的初始版本的油印副本发送给了大约200人，因为司马贺认为这些人可能对他的工作感兴趣:130–131。巴纳德就是收到副本的人之一。尽管司马贺当时和巴纳德并不相识，但巴纳德向司马贺发送了总共 25 页的详细评论，从而司马贺得以对本书进行彻底的修改:131–133。 随后，司马贺请巴纳德写这本书的前言:88。

### 第一版（1947）
第一版有16页前页（比如序言、致谢和巴纳德写的前言）。其正文（即第一至第十一章）和后页（附录和索引）总共有259页。
第一版在许多方面与初始版本不同，包括：:86:133–134
- 数学附录和组织中大鼠和人类的比较被删除
- 重新编排章节，将“管理理论的某些问题”移至第二章
- 删除了一些关于逻辑实证主义的讨论
- 增加了一些关于组织内部沟通的讨论
- 可能被视为政治的部分（例如，似乎支持罗斯福新政的段落）已被删除

在前言中，巴纳德表示：
司马贺的结论“道出了我在所有那些组织当中所获得的具有共性的经验”、认为司马贺最终可能“讲述一般组织的原理”:ix-xii:xli-xliv:xliiii-xlvi:xxxiv-xxxvi。
在致谢中，司马贺感谢了：
巴纳德的《经理人员的职能》，巴纳德“对本书初稿做了及其认真的审阅”，以及巴纳德的前言:xv-xvi:xlvii-xlviii:xlix-l:xiii。

### 第二版（1957）
第二版采用了新的引言，使该书的前页扩展到48页。新的引言总结了本书的结构，并为想应用本书的管理人员提供了建议。同时，新的引言还讨论了理性行为和满意的概念、评论了书中的特定章节，并且提供了最近的参考资料:ix-xxxix。

### 第三版（1976）
第三版的前页占50页，正文和后页总共占364页。本书的第三版被分为两个部分，第二版的第一至第十一章被放在第一部分:1–253，而新增的六个新章节（第十二章至第十七章）被放在第二部分。新增的章节分别基于司马贺的文章:ix-x,xiii-xiv,255–356:256：
- 第十二章：《论组织目标概念》（第 257-278 页），最初于 1964 年出版；

- 第十三章：《信息处理技术的未来》（第 279-287 页），最初于 1968 年出版；

- 第十四章：《信息技术在组织设计上的应用》（第 288-308 页），最初于 1973 年出版；

- 第十五章：《选择性感知：经理人员的认同》（与蒙德威特·C·迪尔邦共同创作）（第 309-314 页），最初于 1958 年出版；

- 第十六章：《组织的诞生》（第 315-324 页），最初于 1953 年出版；

- 第十七章：《工商管理学院的组织设计问题》（第 335-356 页），最初于 1967 年出版。

### 第四版（1997）
第四版有前页15页、正文和后页368页。第四版本书副标题最后一个词由“Organization”改为“Organizations”。第四版删除了巴纳德的前言。与第三版引言和第二部分不同，第四版的引言更简短，而且第二部分的每一章后面都有司马贺的评论。:256

### 中文版

#### 基于第三版的中译版（1988）
此版本由杨砾、韩春立和徐立翻译，于1988年5月由北京经济学院出版社出版。此版本的前页共有53页，包括译者的献词、司马贺为中文版出版而写的前言、中译本代序以及翻译后的第三版前页内容。正文和后页除翻译第三版内容之外，还包括2页的译后记。

#### 基于第四版的中译版（2004）
基于本书第四版的中译版由詹正茂翻译，并于2004年由机械工业出版社出版。

#### 基于第四版的中译版（2013）
该中译版与2004年出版的相似，同样由詹正茂翻译，并由机械工业出版社出版。该版本有29页前页内容，除翻译第四版前页内容之外，还包含了数个中国该领域学者为之写的推荐以及译者的出版说明。

## 延申阅读
- Peng, Wen-Shien. . Public Administration Quarterly. 1992, 16 (2): 254–264. JSTOR 40862285.
- Dennard, Linda F. . Administration & Society. 1995, 26 (4): 464–487. doi:10.1177/009539979502600403.
- Balducci, Massimo. . Revue Française d'Administration Publique. 2009, 131 (3): 541–554. doi:10.3917/rfap.131.0541 （French）.